# Бригада армейской авиации 101-й воздушно-десантной дивизии
Бригада армейской авиации 101-й воздушно-десантной дивизии (англ. Combat Aviation Brigade, 101st Airborne Division (CAB, 101st AD)) — тактическое соединение Армейской авиации США. Находится в составе 101-й воздушно-десантной дивизии.

## История
Бригада армейской авиации 101-й воздушно-десантной дивизии была сформирована как 4-я авиационная секция (лёгкая) (4th Aviation Section (Light) ) 7 декабря 1950 года в составе 8-й армии США в Корее. В течение следующих нескольких лет подразделение несколько раз переформировывалось.
1 июля 1968 года в Кэмп-Игле, Республика Вьетнам, 160-я авиационная группа (160th Aviation Group) была сформирована из подразделений 17-го кавалерийского полка и 101-го, 158-го и 159-го штурмовых вертолётных батальонов.
25 июня 1969 года 160-я авиационная группа была переименована в 101-ю авиационную группу. Благодаря концепции аэромобильности, дополненной возможностями 101-й воздушно-десантной дивизии, вертолёты 101-й авиационной группы могли доставлять солдат на поле боя.
15 августа 1986 года 101-я авиационная группа была переименована в авиационную бригаду 101-й воздушно-десантной дивизии (Aviation Brigade, 101st Airborne Division (Air Assault)).
Авиационная бригада была поднята по тревоге 7 августа 1990 года для переброски в Саудовскую Аравию после вторжения Ирака в Кувейт.
В последние годы бригада направляла свои войска в Сомали, Кувейт, Боснию, Косово и Гондурас для защиты демократии и оказания помощи в восстановлении после ураганов.
9 октября 1997 года авиационная бригада разделила свои девять батальонов на две бригады: 101-ю авиационную бригаду (ударную) и 159-ю авиационную бригаду (штурмовую).
Начиная с января 2002 года бригада выдвинулась в поддержку операции «Несокрушимая свобода», в ходе которой она боролась с силами движения «Талибан» и «Аль-Каиды» в поддержку оперативной группы «Раккасан» (Task Force Rakkasan).
В феврале 2003 года бригада была поднята по тревоге для развёртывания в поддержку операции «Иракская свобода». 21 марта 2003 года бригада пересекла насыпь на территории Ирака, чтобы начать боевые действия, а также охранять западный фланг V корпуса. Бригада содействовала освобождению трёх крупных городов и наступлению коалиционных сил на Багдад.
После передислокации из состава операции «Иракская свобода» весной 2004 года бригада была преобразована в отдельную.
Полностью преобразившись, бригада в августе 2005 года вновь приступила ко второму этапу развёртывания в поддержку операции «Иракская свобода». Бригада, дислоцированная на оперативной базе «Шпайхер» (Speicher) в Тикрите, обеспечивала полномасштабную авиационную поддержку 101-й воздушно-десантной дивизии, состоящей из пяти бригад, дислоцированных на территории площадью 131 000 квадратных километров в районе боевых действий Band of Brothers’.
В декабре 2007 года Бригада армейской авиации 101-й воздушно-десантной дивизии, именуемой TF Destiny, была переброшена в Афганистан для поддержки операции «Несокрушимая свобода». Оперативная группа бригады со штаб-квартирой на авиабазе Баграм оказывала всестороннюю авиационную поддержку подразделениям CJTF-82, CJTF-101, CJSOTF и Международным силам безопасности и содействия (ISAF), расположенным в зоне ответственности размером с Техас.
В марте 2010 года Бригада армейской авиации 101-й воздушно-десантной дивизии (TF Destiny) была переброшена в Афганистан для поддержки операции «Несокрушимая свобода Экс» (Enduring Freedom X). Оперативная группа бригады со штаб-квартирой на авиабазе Кандагар оказывала всестороннюю авиационную поддержку подразделениям CJTF-6 и CJTF-10, распределенным по региональному командованию «Юг», зона ответственности которого превышает штат Небраска.
В июне 2012 года Бригада армейской авиации 101-й воздушно-десантной дивизии (TF Destiny) развернула роту «С» 6-го батальона, подразделение медицинской эвакуации «Шэдоу Дастофф» (Shadow Dustoff); остальная часть TF Destiny будет развернута в августе 2010 года. Оперативная группа Destiny была развёрнута в качестве первой армейской бригады боевой авиации полного состава после получения роты операторов беспилотных летательных аппаратов. Оперативная группа бригады со штаб-квартирой на авиабазе Баграм оказывала всестороннюю авиационную поддержку подразделениям CJTF-1, CJTF-101, CJSOTF и ISAF, дислоцированным в рамках регионального командования «Восток».
В течение 2015 года 2-й эскадрон 17-го кавалерийского полка (2-17-й CAV) завершил процесс расформирования в качестве последнего подразделения дивизии на OH-58D Kiowa Warrior. 31 марта 2015 года 2-й эскадрон 17-го кавалерийского полка совершил свой последний полёт.
17 июля 2015 года 2-17-й CAV был деактивирован, что открыло путь к повторной активации позже.
10 сентября 2015 года 3-й батальон CAB, 101st AD был расформирован и на той же церемонии введён в строй как 2-й эскадрон 17-го кавалерийского полка (2-17th CAV), перевооружившись с OH-58D Kiowa Warrior на вертолёт AH-64 Apache.
Оперативная группа Destiny (Task Force Destiny) была передислоцирована в конце 2015 года.
Бригада «Дестини» приняла цвета одной из трех оставшихся рот «Следопытов» на вооружении армии США во время церемонии инактивации подразделения роты «Фокс» (Fox) («Следопыты») 5-го батальона 101-го полка (5-101) «Штурм орла» 2 августа 2016 года.
В августе 2017 года 2-й эскадрон 17-го кавалерийского полка была переброшена в Юго-Западную Азию для поддержки операции «Спартанский щит».
В мае 2018 года Бригада армейской авиации 101-й воздушно-десантной дивизии в пятый раз была направлена в Афганистан в рамках регулярной ротации сил для поддержки операции «Страж свободы».
В бригаде намечено формирование дополнительного батальона из 32 транспортных вертолётов CH-47F Chinook, чтобы лучше соответствовать потребностям 101-й воздушно-десантной дивизии.